# Моривиллер
Моривилле́р (фр. Moriviller) — коммуна во французском департаменте Мёрт и Мозель региона Лотарингия. Относится к  кантону Жербевиллер.	

## География
Моривиллер расположен в 31 км к юго-востоку от Нанси. Соседние коммуны:  Франконвиль на севере, Одонвиль и Жербевиллер на северо-востоке, Ременовиль на юго-востоке, Розельёр на юге, Борвиль на юго-западе, Клайер на западе, Энво и Ландекур на северо-западе.

## История
- Следы галло-романского периода.

## Демография
Население коммуны на 2010 год составляло 101 человек.
| 1962 | 1968 | 1975 | 1982 | 1990 | 1999 | 2010 |
| ---- | ---- | ---- | ---- | ---- | ---- | ---- |
| 136  | 124  | 104  | 107  | 96   | 81   | 101  |